# Lamoral di Egmont
Lamoral di Egmont (La Hamaide, 18 novembre 1522 – Bruxelles, 5 giugno 1568) è stato un nobile e condottiero fiammingo.
In olandese veniva chiamato "Graaf van Egmond", in francese "Comte d'Egmont", mentre in italiano "Conte d'Agamonte".

## Biografia
Nacque a Lahamaide presso Ellezelles. Fu un condottiero belga di antica nobiltà fiamminga e prendeva il cognome di famiglia dal castello di Egmond, oggi distrutto. Legato da rapporti di parentela con alcune delle più nobili ed antiche famiglie europee, fra cui i Lussemburgo, godeva di diritti particolari che gli consentivano un certo grado di indipendenza anche rispetto ai sovrani fiamminghi. Per un breve periodo, nel 1552 fu statolder del Lussemburgo.
Fu educato militarmente in Spagna. Al servizio dell'esercito spagnolo, allora avente giurisdizione nei Paesi Bassi, sconfisse i francesi alla Battaglia di San Quintino (1557) e a Gravelinga (1558). Fu quindi nominato statolder per le Fiandre e l'Artois, a soli 37 anni d'età. Fece quindi parte del Consiglio di Stato per le Fiandre, istituito dal re di Spagna, Filippo II.
Insieme con il conte Guglielmo d'Orange-Nassau e Filippo di Montmorency, Conte di Hornes, manifestò contro l'introduzione dell'Inquisizione nei Paesi Bassi e si pose in atteggiamento critico contro il re di Spagna, cui tuttavia rinnovò la propria fedeltà. Il rapporto con i reali spagnoli nel corso degli anni si deteriorò lentamente, anche in ragione di sospetti alimentati dal Granvelle.
Quando nel 1567 giunse in Belgio il Duca d'Alba per riaffermare l'autorità spagnola, il Principe di Orange fuggì da Bruxelles e consigliò a Egmont ed Hornes di fare altrettanto, ma i due decisero di restare e testimoniare il loro attaccamento alla patria. L'anno seguente furono entrambi arrestati e decapitati sulla Grand Place di Bruxelles il 5 giugno 1568, con grande disperazione e partecipazione di tutti i belgi e di gran parte della nobiltà europea. Da allora una statua li ricorda nei giardini di Palazzo d'Egmont, al Petit Sablon di Bruxelles e la loro fine ne ha fatto dei veri eroi e precursori dell'indipendenza belga. Lamoral di Egmont è sepolto nella cripta di Egmont di Zottegem, città dove si trovanno anche due statue di Egmont, il suo museo di Egmont e il suo castello di Egmont.
Johann Wolfgang von Goethe scrisse un'opera teatrale dal titolo Egmont per la quale Beethoven scrisse le musiche da scena, di cui il brano più famoso è l'ouverture.
Si noterà che talvolta viene dagli storici confuso con Antonio de Guzmán Marchese d'Ayamonte.

## Matrimonio e figli
Lamoral di Egmont sposò nel 1544 la contessa Sabina von Pfalz-Simmern, figlia del conte Giovanni II del Palatinato-Simmern e di Beatrice di Baden, e al matrimonio fu presente anche l’Imperatore Carlo V d'Asburgo.
La coppia ebbe i seguenti dodici figli:
- Eleonora di Egmont, (morta nel 1582); nel 1574 sposò il conte Giorgio d'Hornes von Houtekercke
- Maria di Egmont, (morta nel 1582; Suora
- Filippo di Egmont, (nato nel 1558 e morto nel 1590), succedette al padre nel feudi paterni, e inoltre fu presente nella battaglia di Gembloux nel 1578, Filippo di Egmont Fu ucciso nel 1590 nella battaglia di Ivry.
- Francesca di Egmont
- Lamoral II di Egmont, (morto nel 1617), conte di Egmond
- Maddalena di Egmont
- Maria Cristina di Egmont, sposò nel 1578 il conte Edouard de Bournonville di Henin-Lietard
- Isabella di Egmont, morta in fasce
- Anna di Egmont
- Sabina di Egmont,(nata nel 1562 e morta nel 1614), sposò nel 1595 il conte Georg Eberhard zu Solms-Lich
- Giovanna di Egmont, priora di Bruxelles
- Carlo di Egmont, (nato nel 1567 e morto nel 1620), sposò nel 1590 la baronaessa Maria de Lens d'Aubigny; e nel 1590 in seguito all’uccisione del fratello Filippo, Carlo gli succedette nei suoi feudi.

## Ascendenza
|                                                         |                                                        |                                               | Genitori                                         |  |  | Nonni |  |  | Bisnonni                       |  |  | Trisnonni                      |  |
|                                                         |                                                        |                                               |                                                  |  |  |       |  |  | Guglielmo IV, signore d'Egmont |  |  | Giovanni II, signore di Egmond |  |
|                                                         |                                                        |                                               |                                                  |  |  |       |  |  | Guglielmo IV, signore d'Egmont |  |  | Giovanni II, signore di Egmond |  |
|                                                         |                                                        | Maria di Arkel                                |                                                  |  |  |       |  |  | Guglielmo IV, signore d'Egmont |  |  |                                |  |
| Giovanni III, conte d'Egmont                            |                                                        |                                               |                                                  |  |  |       |  |  | Guglielmo IV, signore d'Egmont |  |  |                                |  |
|                                                         |                                                        | Valburga di Moers-Saarwerden                  | Federico IV, conte di Mörs-Saarwerden            |  |  |       |  |  |                                |  |  |                                |  |
|                                                         |                                                        | Valburga di Moers-Saarwerden                  | Federico IV, conte di Mörs-Saarwerden            |  |  |       |  |  |                                |  |  |                                |  |
|                                                         |                                                        | Valburga di Moers-Saarwerden                  | Engelberta di Mark-Kleve                         |  |  |       |  |  |                                |  |  |                                |  |
| Giovanni IV, conte d'Egmont                             |                                                        | Valburga di Moers-Saarwerden                  |                                                  |  |  |       |  |  |                                |  |  |                                |  |
|                                                         |                                                        | Giorgio, conte di Werdenberg-Trochtelfingen   | Giovanni III, conte di Werdenberg-Trochtelfingen |  |  |       |  |  |                                |  |  |                                |  |
|                                                         |                                                        | Giorgio, conte di Werdenberg-Trochtelfingen   | Giovanni III, conte di Werdenberg-Trochtelfingen |  |  |       |  |  |                                |  |  |                                |  |
|                                                         |                                                        | Giorgio, conte di Werdenberg-Trochtelfingen   | Elisabetta di Württemberg                        |  |  |       |  |  |                                |  |  |                                |  |
| Maddalena di Werdenberg-Trochtelfingen                  |                                                        | Giorgio, conte di Werdenberg-Trochtelfingen   |                                                  |  |  |       |  |  |                                |  |  |                                |  |
|                                                         |                                                        | Caterina di Baden                             | Carlo I, margravio di Baden-Baden                |  |  |       |  |  |                                |  |  |                                |  |
|                                                         |                                                        | Caterina di Baden                             | Carlo I, margravio di Baden-Baden                |  |  |       |  |  |                                |  |  |                                |  |
|                                                         |                                                        | Caterina di Baden                             | Caterina d'Austria                               |  |  |       |  |  |                                |  |  |                                |  |
| Lamoral, conte d'Egmont                                 |                                                        | Caterina di Baden                             |                                                  |  |  |       |  |  |                                |  |  |                                |  |
|                                                         | Giacomo I di Lussemburgo-Saint Pol, signore di Fiennes | Tebaldo di Lussemburgo-Saint Pol              |                                                  |  |  |       |  |  |                                |  |  |                                |  |
|                                                         | Giacomo I di Lussemburgo-Saint Pol, signore di Fiennes | Tebaldo di Lussemburgo-Saint Pol              |                                                  |  |  |       |  |  |                                |  |  |                                |  |
|                                                         | Giacomo I di Lussemburgo-Saint Pol, signore di Fiennes | Filippa di Melun, signora di Sottegem         |                                                  |  |  |       |  |  |                                |  |  |                                |  |
| Giacomo II di Lussemburgo-Saint Pol, signore di Fiennes | Giacomo I di Lussemburgo-Saint Pol, signore di Fiennes |                                               |                                                  |  |  |       |  |  |                                |  |  |                                |  |
|                                                         |                                                        | Maria di Berlaymont                           | Gerardo di Berlaymont, signore di Ville          |  |  |       |  |  |                                |  |  |                                |  |
|                                                         |                                                        | Maria di Berlaymont                           | Gerardo di Berlaymont, signore di Ville          |  |  |       |  |  |                                |  |  |                                |  |
|                                                         |                                                        | Maria di Berlaymont                           | Maria de La Hamaide                              |  |  |       |  |  |                                |  |  |                                |  |
| Francesca di Lussemburgo-Saint Pol-Fiennes              |                                                        | Maria di Berlaymont                           |                                                  |  |  |       |  |  |                                |  |  |                                |  |
|                                                         |                                                        | Giovanni V di Bruges, signore de La Gruuthuse | Luigi di Bruges, signore de La Gruuthuse         |  |  |       |  |  |                                |  |  |                                |  |
|                                                         |                                                        | Giovanni V di Bruges, signore de La Gruuthuse | Luigi di Bruges, signore de La Gruuthuse         |  |  |       |  |  |                                |  |  |                                |  |
|                                                         |                                                        | Giovanni V di Bruges, signore de La Gruuthuse | Margherita di Borselen                           |  |  |       |  |  |                                |  |  |                                |  |
| Margherita di Bruges                                    |                                                        | Giovanni V di Bruges, signore de La Gruuthuse |                                                  |  |  |       |  |  |                                |  |  |                                |  |
|                                                         |                                                        | Maria, signora d'Auxy                         | Giovanni IV, signore d'Auxy                      |  |  |       |  |  |                                |  |  |                                |  |
|                                                         |                                                        | Maria, signora d'Auxy                         | Giovanni IV, signore d'Auxy                      |  |  |       |  |  |                                |  |  |                                |  |
|                                                         |                                                        | Maria, signora d'Auxy                         | Giovanna di Flavy                                |  |  |       |  |  |                                |  |  |                                |  |
|                                                         |                                                        | Maria, signora d'Auxy                         |                                                  |  |  |       |  |  |                                |  |  |                                |  |